# ناحیه گرین لیک، میشیگان
ناحیه گرین لیک (به انگلیسی: Green Lake Township) یک منطقهٔ مسکونی در ایالات متحده آمریکا است که در شهرستان گراند تراوس، میشیگان واقع شده‌است.
 ناحیه گرین لیک ۹۴٫۱ کیلومتر مربع مساحت و ۵٬۷۸۴ نفر جمعیت دارد و ۲۵۶ متر بالاتر از سطح دریا واقع شده‌است.